# Voskovka panenská
Voskovka panenská (Cuphophyllus virgineus), jinak také šťavnatka panenská, šťavnatka sněžná či šťavnatka paprsková je druh houby z čeledi šťavnatkovité (Hygrophoraceae).

## Popis
Klobouk je 1-7 cm široký, nejprve polokulovitý se postupně plošně rozprostírá, prosvítavé, rýhované okraje mohou být ohnuté nahoru, ve středu se formuje mělká vmáčklina. Pokožka je lepkavá, bílá, místy narůžovělá, nažloutlá až okrová, (u poddruhu Voskovka panenská nahnědlá (Cuphophyllus virgineus var. fuscescens) je středová část typicky lehce hnědá, u poddruhu Cuphophyllus virgineus var. ochraceopallida je pokožka hnědavá celá)
Bílé či smetanové lupeny jsou příčně pospojované, voskovité, u třeně sbíhavé, na klobouku řídce uspořádané, tlusté, směrem od třeně k okraji se zužují. Výtrusný prach je bílý.
Třeň je 2-7 cm dlouhý, suchý, hladký, bílý, válcovitý, plný, báze je ztenčená a u vyvinutých plodnic narůžovělá.
Její dužnina je bílá, tenká, vodnatá a nemá výraznou vůni ani chuť.

## Užití
Jedná se o jedlou houbu, která může však způsobovat zažívací potíže.

## Ekologie
V létě a na podzim roste tato voskovka poměrně hojně na vlhkých, nehnojených, výše položených travnatých plochách (parky, louky, pastviny, lesní okraje, zahrady atp.) či světlých listnatých lesích.

## Rozšíření
Výskyt druhu byl popsán v oblastech Eurasie, Japonska, Grónska, střední Afriky, Severní Ameriky, Peru, Austrálie a Nového Zélandu.

## Možnost záměny
- Voskovka juchtová (Hygrocybe russocoriacea)
- Strmělka odbarvená (Clitocybe rivulosa) a další strmělky bílé barvy
- Voskovka luční bílá (Hybrocybe pratensis var. pallida)[3]

## Galerie

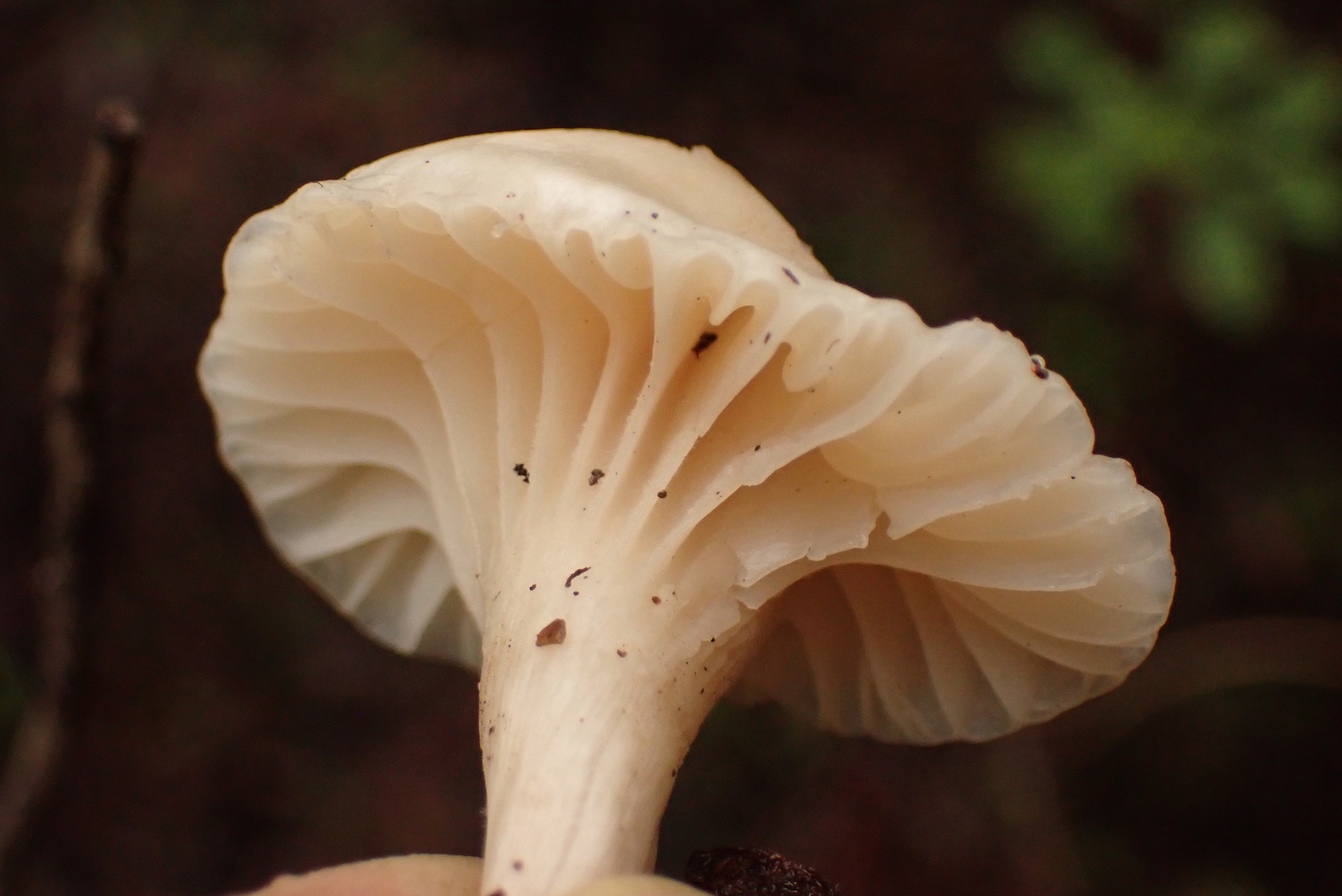
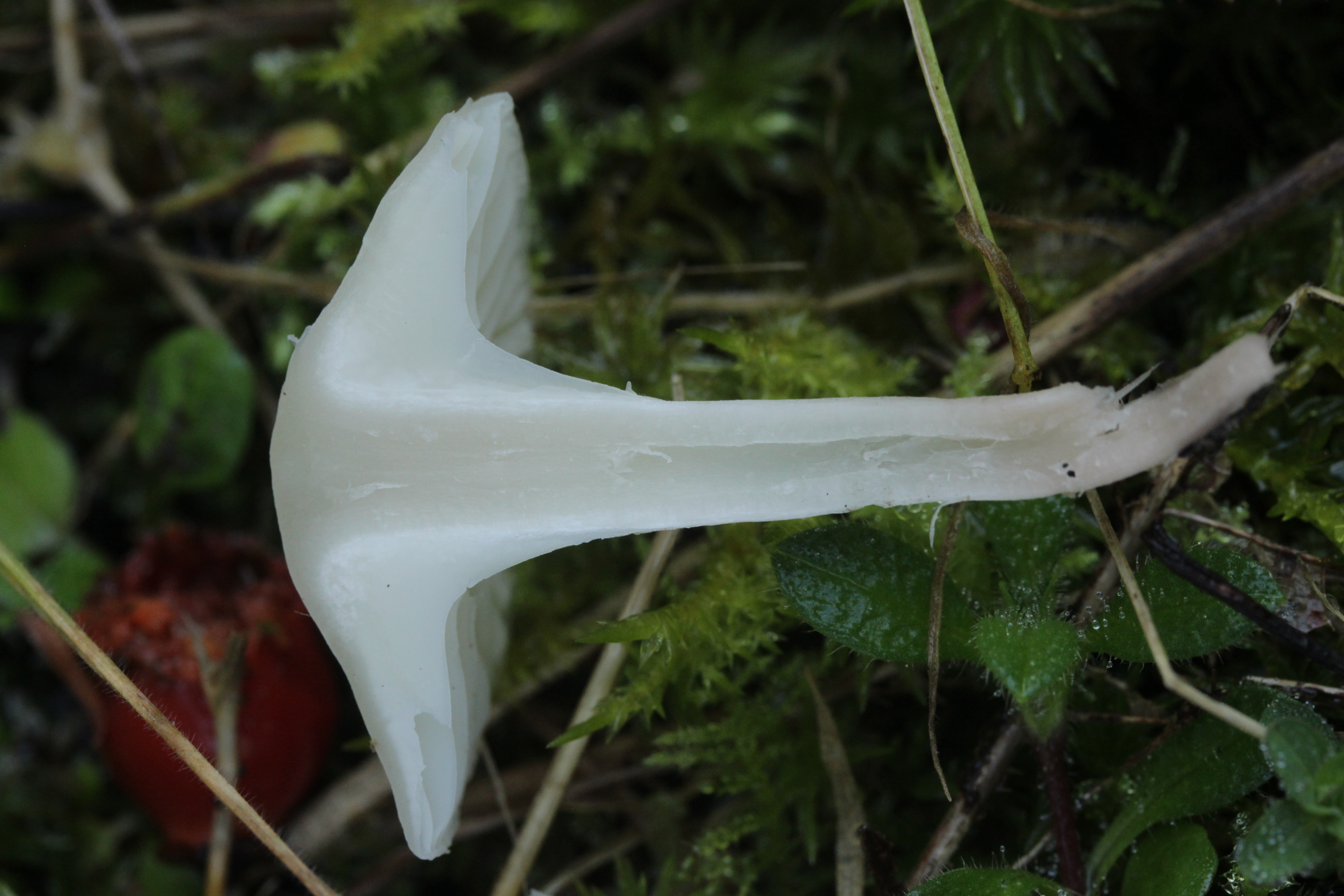
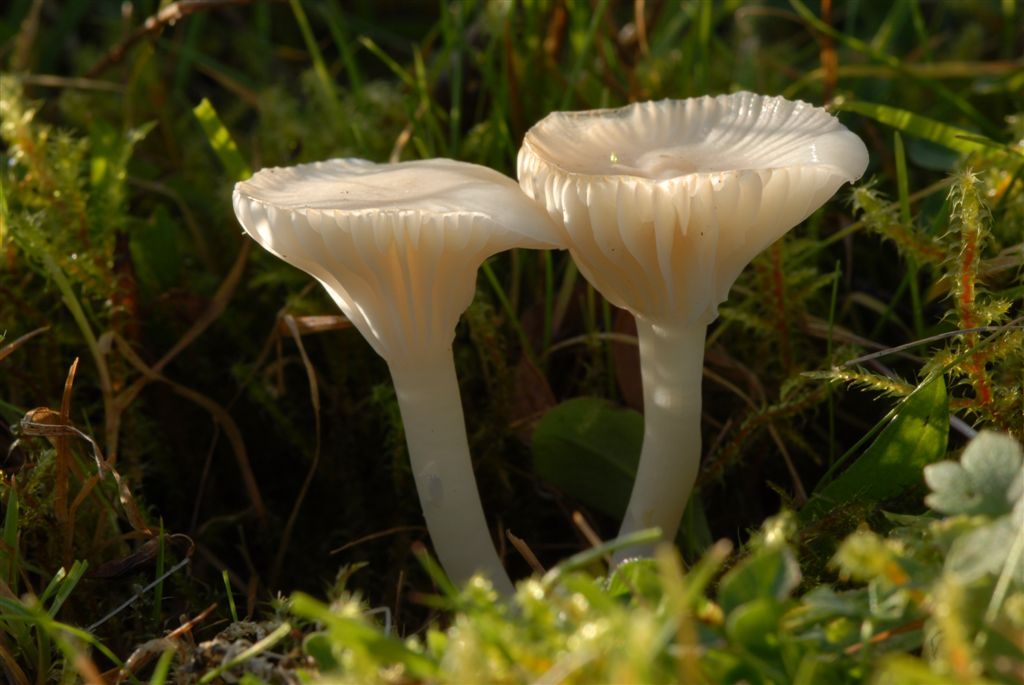
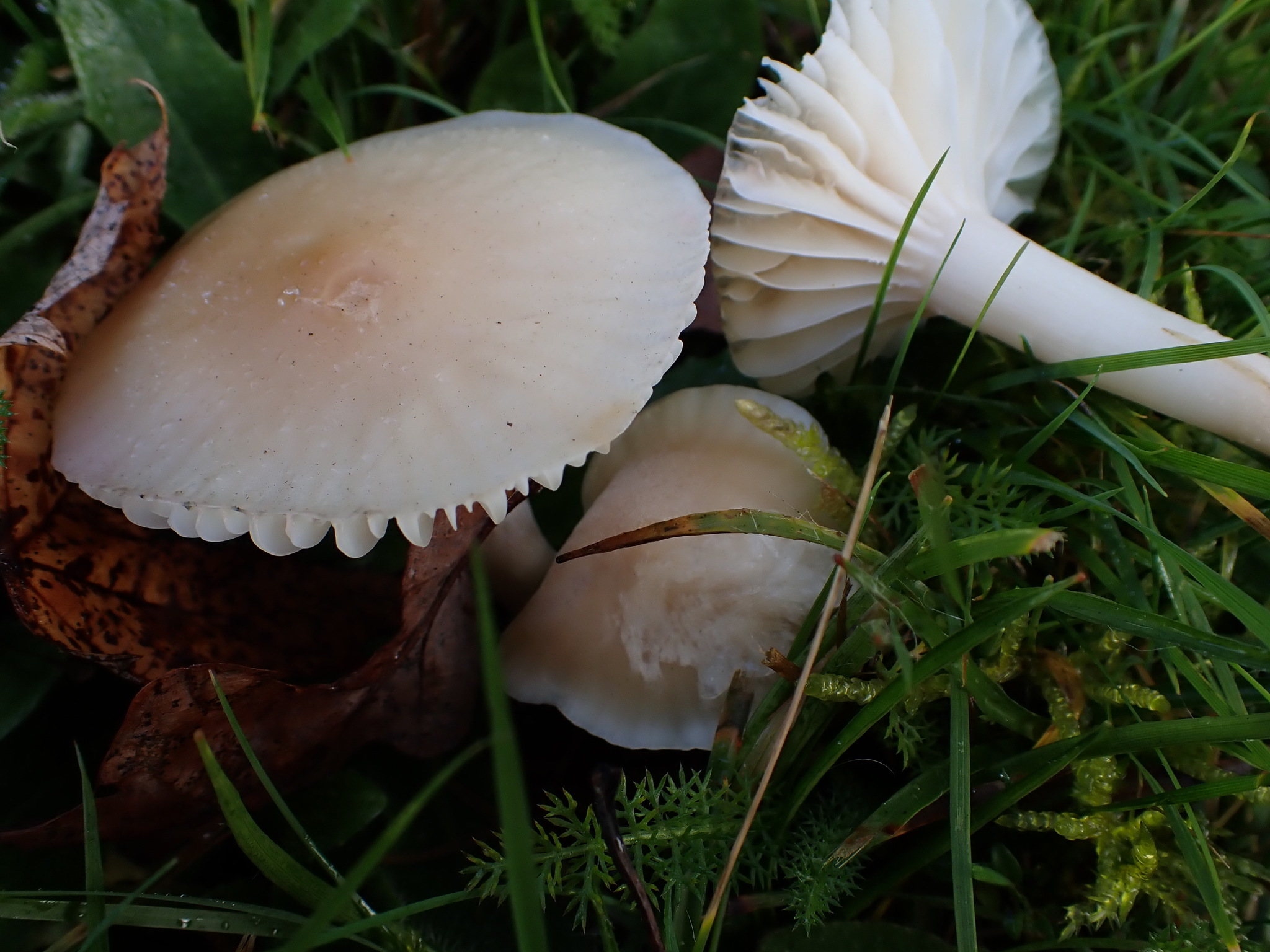
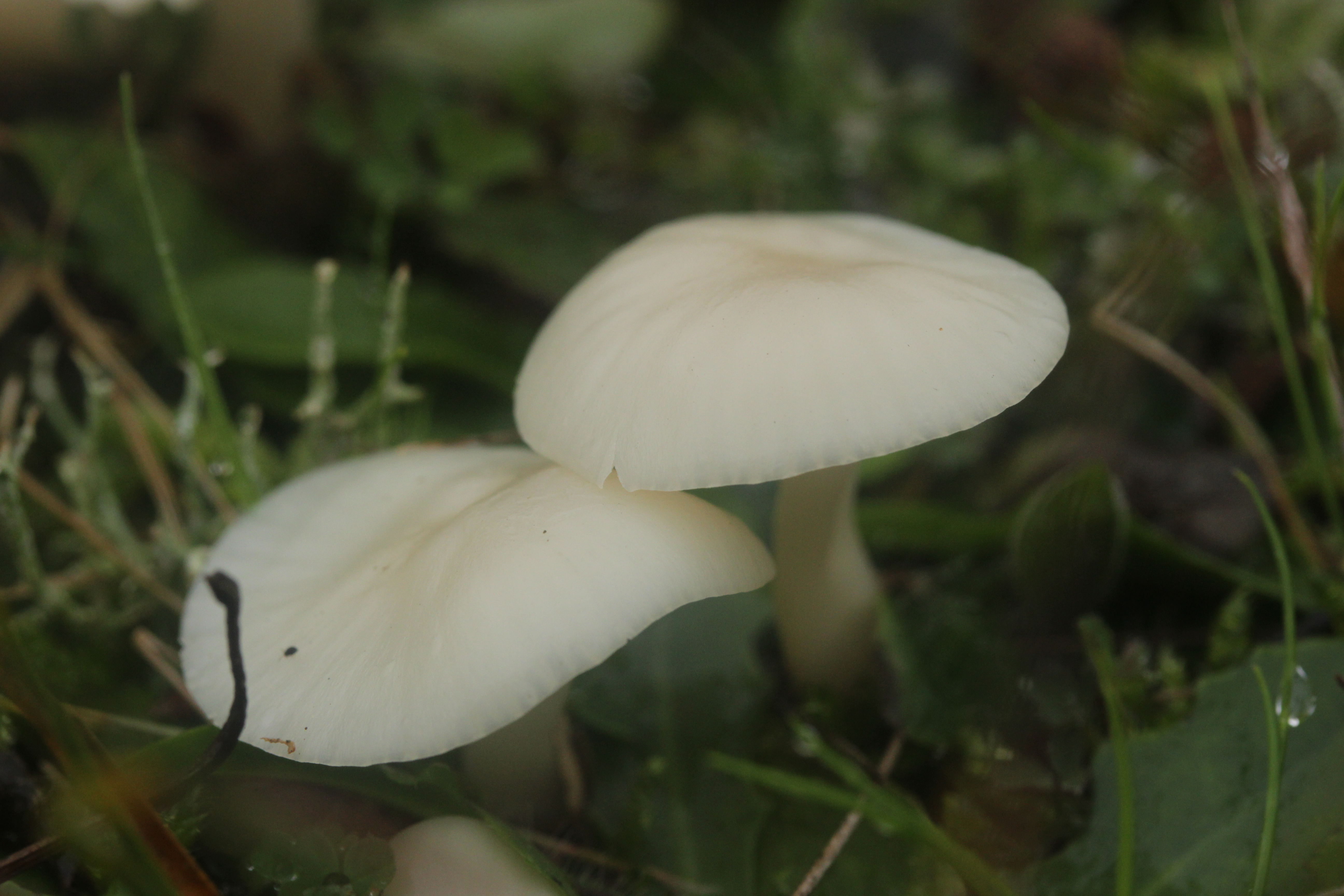